# Akademia Sztuk Pięknych i Wzornictwa Besaleela

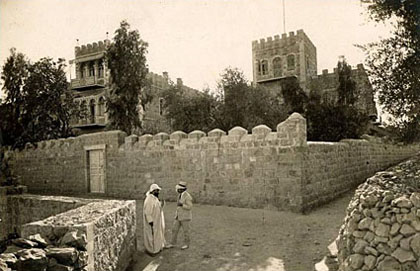
Budynki Szkoły Sztuk Pięknych i Rzemiosł Besaleela w centrum Jerozolimy (1913)

Akademia Sztuk Pięknych i Wzornictwa Besaleela – izraelska uczelnia artystyczna w Jerozolimie, utworzona w 1906 przez Borisa Schatza. Jej nazwa pochodzi od biblijnego rzemieślnika Besaleela.
W 1932 w muzeum Szkoły Sztuk Pięknych i Rzemiosł Besaleela (jak wówczas brzmiała nazwa uczelni) umieszczono na pewien czas kolekcję sztuki (około dwustu dzieł), którą Samuel Goldflam zapisał w testamencie Uniwersytetowi Hebrajskiemu.
W 1975 placówka uzyskała status instytucji szkolnictwa wyższego. W 1990 zakończyły się jej przenosiny na górę Skopus.